# ブリオスコ
ブリオスコ（伊: Briosco）は、イタリア共和国ロンバルディア州モンツァ・エ・ブリアンツァ県にある、人口約6,100人の基礎自治体（コムーネ）。

## 地理

### 位置・広がり
モンツァ・エ・ブリアンツァ県北部に位置するコムーネで、県都モンツァから北北西へ約14km、コモから南東へ約16km、レッコから南西へ約20km、州都ミラノから北北東へ約27kmの距離にある。

#### 隣接コムーネ
隣接するコムーネは以下の通り。括弧内のCOはコモ県所属を示す。
- ベザーナ・イン・ブリアンツァ
- カラーテ・ブリアンツァ
- ジュッサーノ
- インヴェリーゴ (CO)
- レナーテ
- ヴェドゥッジョ・コン・コルツァーノ
- ヴェラーノ・ブリアンツァ

### 気候分類・地震分類

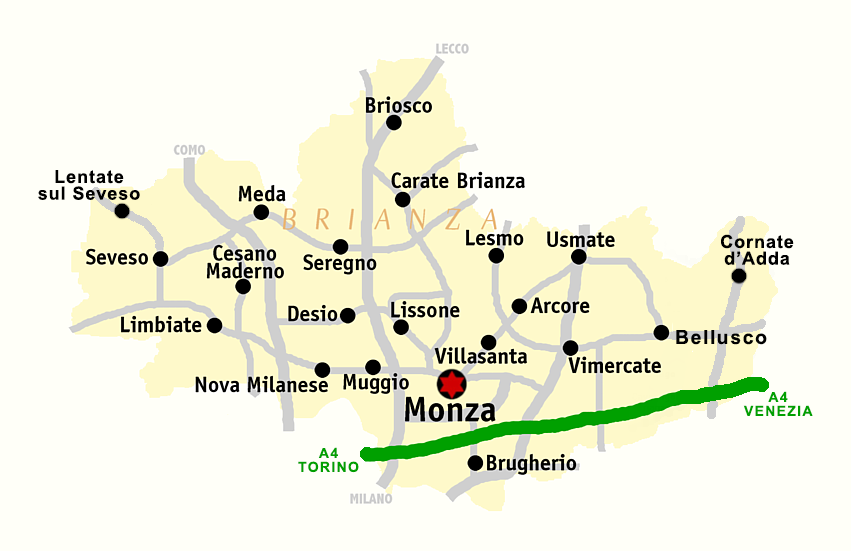
モンツァ・エ・ブリアンツァ県概略図

気候分類では、zona E, 2521 GGに分類される。
また、イタリアの地震リスク階級 (it) では、zona 3 (sismicità bassa) に分類される。